# Fiat 8V
La Fiat 8V, anche nota come "Ottovù", è una berlinetta sportiva prodotta dalla casa torinese, in pochi esemplari, dal 1952 al 1954.

## Il contesto

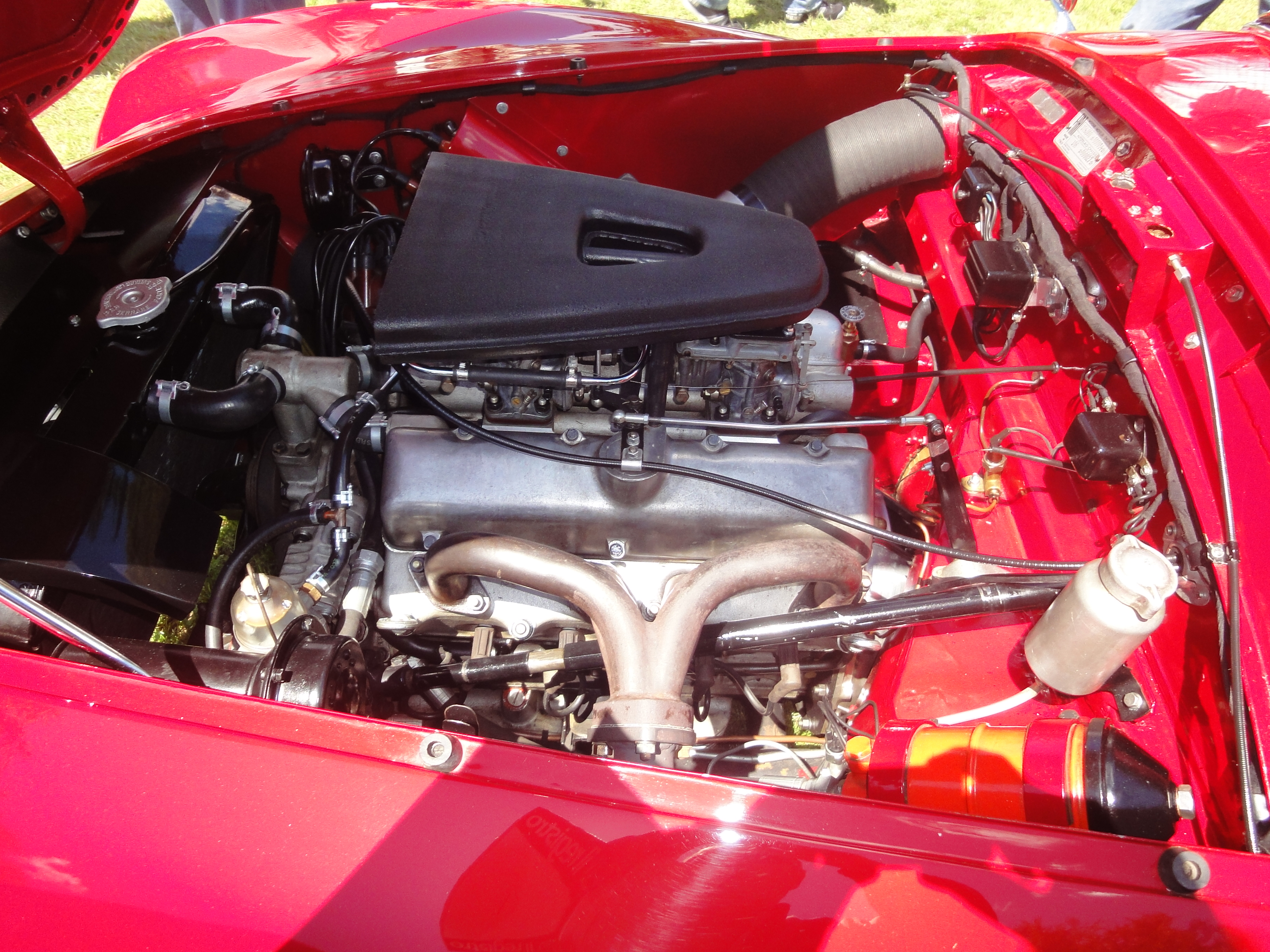
Il motore V8

Nel 1947, il presidente della Fiat Vittorio Valletta convocò Dante Giacosa per incaricarlo di realizzare un'automobile adatta al mercato statunitense; un'iniziativa commerciale-politica concordata con il Presidente del Consiglio De Gasperi, quale simbolico ringraziamento per il promesso Piano Marshall. Ipotizzando una berlina con motore di sei cilindri a V, Valletta specificò che la nuova vettura doveva "piacere agli americani". La risposta di Giacosa - "Forse dovremmo costruirla in America" - nacque dalla consapevolezza di doversi impegnare nella costruzione di una vettura con caratteristiche tecnologiche diverse da quelle europee, quando le strutture produttive, gravemente colpite dai bombardamenti della seconda guerra mondiale, a malapena riuscivano a sfornare limitate serie di modelli progettati vent'anni prima. Per cercare di ridurre lo sforzo tecnologico, propose quindi di aumentare il numero dei cilindri a otto, in modo da evitare le ben note difficoltà di equilibratura di un motore a sei cilindri. Inoltre, un tale frazionamento avrebbe consentito di riutilizzare o sperimentare componenti dei modelli di grande produzione. Nacquero così il motore tipo 104, caratterizzato dai 2 soli supporti dell'albero a gomiti e il telaio a traliccio tipo 106, che avranno però breve durata: il prototipo realizzato dalla Pininfarina non piacque e, scemata la "necessità politica", il progetto della berlina verrà abbandonato, dirottando le esperienze tecniche acquisite in favore della più razionale "1400" e lasciando "orfano" il motore "8V" ormai ultimato.

## Storia del modello

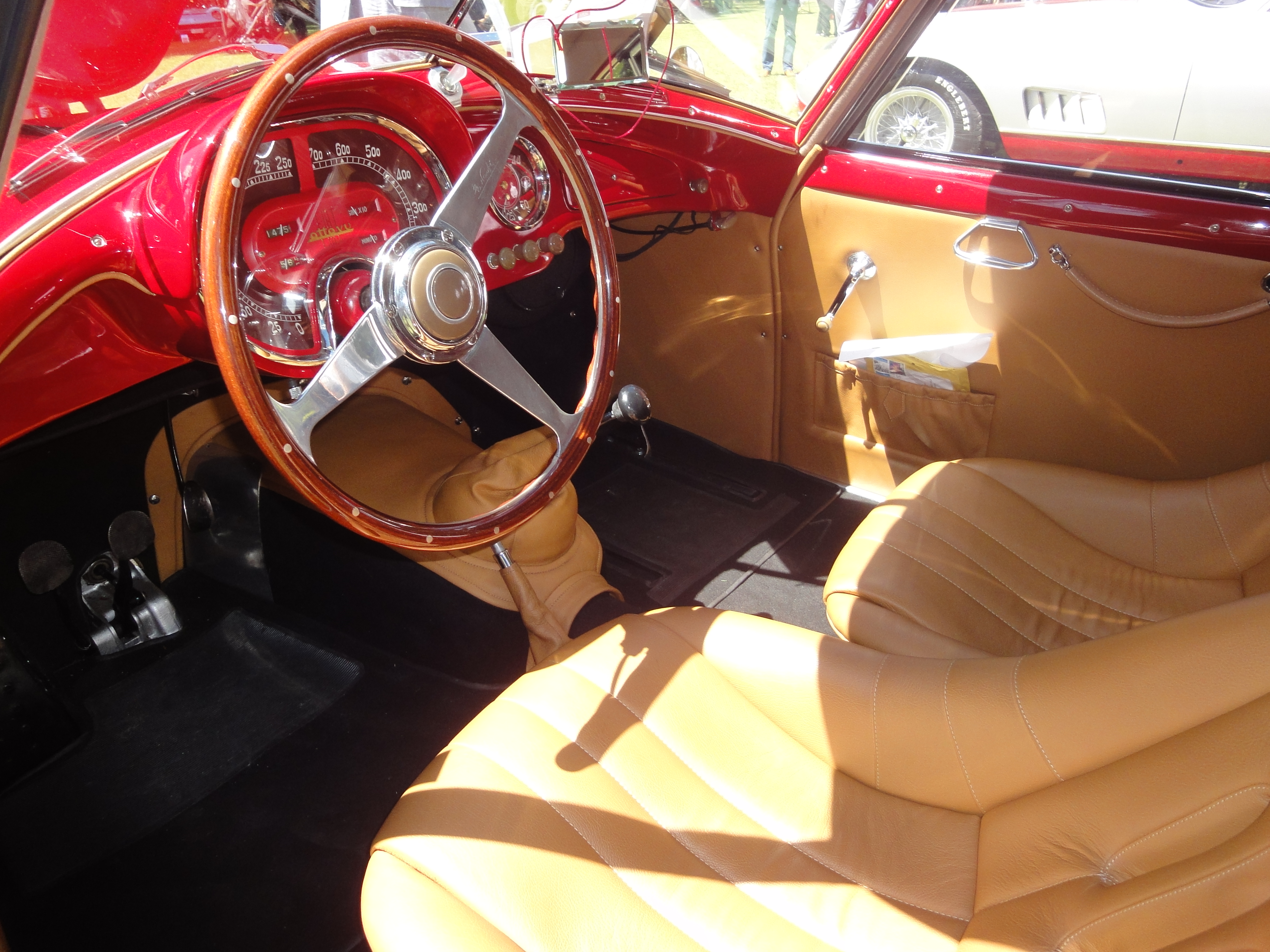
Gli interni

Nel 1950, la direzione commerciale della Fiat decise di produrre una berlinetta allo scopo di rilanciare l'immagine sportiva del marchio e nonostante Giacosa considerasse inopportuno distrarre le poche forze tecniche, già impegnate su progetti di vetture per la grande serie, al fine di realizzare un modello del quale era facile prevedere la modesta produzione di esemplari, anche in caso di successo. La soluzione adottata fu quella di affidare la realizzazione del prototipo alla SIATA e di rispolverare il motore "8V" modificandone l'albero a camme. Per ottenere le sospensioni a quattro ruote indipendenti vennero montate quelle della 1100 anche al retrotreno, riutilizzando un precedente studio per un modello fuoristrada.

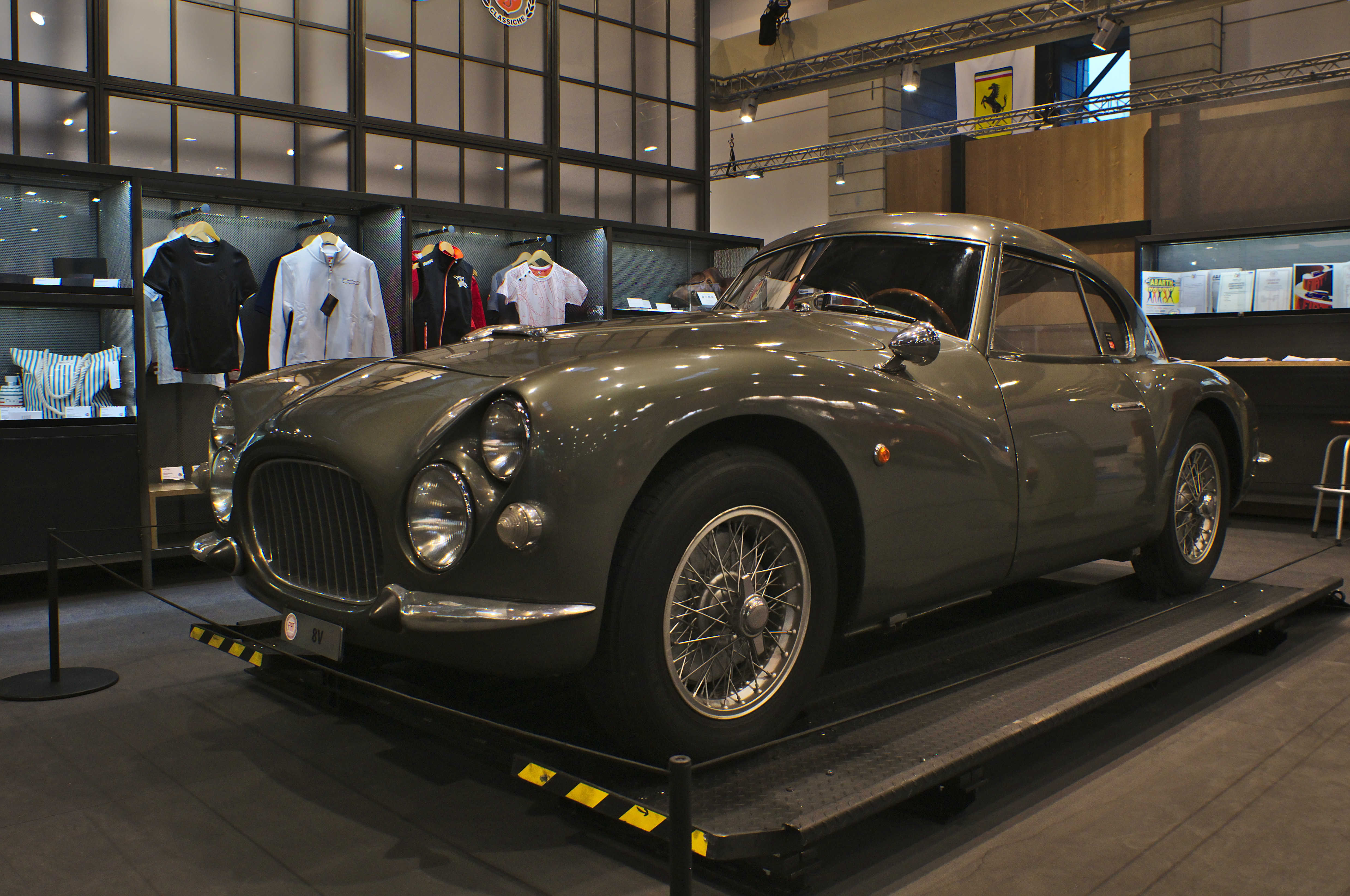
La Fiat 8V 2ª serie del Centro Storico Fiat a Techno-Classica Essen 2018

La carrozzeria venne disegnata dall'ingegnere Luigi Fabio Rapi, già autore della Isotta Fraschini 8C Monterosa, e la vettura venne presentata al Salone di Ginevra del 1952 e, per non intralciare la produzione di serie, venne costruita nella Sezione Carrozzerie Speciali della Fiat. Come previsto da Giacosa, la vettura ebbe scarso successo, anche per l'elevato costo che, alla ristretta clientela abbiente, faceva preferire vetture ben più blasonate. Molti gruppi telaio-motore vennero venduti a svariati carrozzieri.
Nel 1954 venne realizzata una seconda serie, rinnovata nel telaio, con carrozzeria in vetroresina del peso di soli 48 kg e con il motore potenziato a 125 CV, ma dopo pochi mesi la direzione Fiat decise di interromperne definitivamente la produzione.

## I carrozzieri
La maggior parte degli autotelai "8V" vennero ceduti a carrozzerie come Balbo, Bertone, Ghia, Pinin Farina, Stabilimenti Farina, Vignale e Zagato, molto attive all'epoca, che ne fecero dream car per esposizioni o modelli esclusivi di piccolissima serie, in versione aperta o chiusa, dato che la rigidità del telaio portante consentiva qualunque tipo di trasformazione. Tra le molte realizzazioni si ricordano la SIATA 208 Sport di Bertone, le 8V Supersonic di Ghia, disegnata da Savonuzzi e frutto della moda Jet Age, o l'unica Demon Rouge di Vignale disegnata da Michelotti.

### La 8V Elaborata Zagato
Discorso a parte meritano le 8V di Zagato. In seguito all'improvvisa chiusura della produzione, Zagato si offrì di rilevare le 25 vetture rimaste invendute, che gli furono concesse a prezzo di liquidazione. Con poche modifiche alla carrozzeria e qualche accorgimento per aumentare la potenza del motore, venne realizzata la "8V Elaborata Zagato", una vettura che ebbe grande fortuna nelle competizioni sportive europee e americane, mietendo una numerosa serie di allori, tra i quali cinque campionati nazionali di velocità consecutivi (1954-1958) per vetture 2000 GT. Memorabile fu la vittoria conseguita all'AVUS, nel Gran Premio di Berlino del 1955, dove la "8V" pilotata da Elio Zagato, riuscì nell'insperata impresa di battere la Porsche sulla pista di casa, stabilendo anche il miglior giro della gara a oltre 173 km/h di media. Rendendosi conto del ritorno per l'immagine sportiva aziendale, la Fiat si offrì di provvedere al mantenimento in efficienza delle vetture attraverso il proprio reparto corse. È forse l'unico caso di modello sportivo che iniziò a vincere nelle competizioni dopo essere uscito di produzione.

#### Le 8V speciali

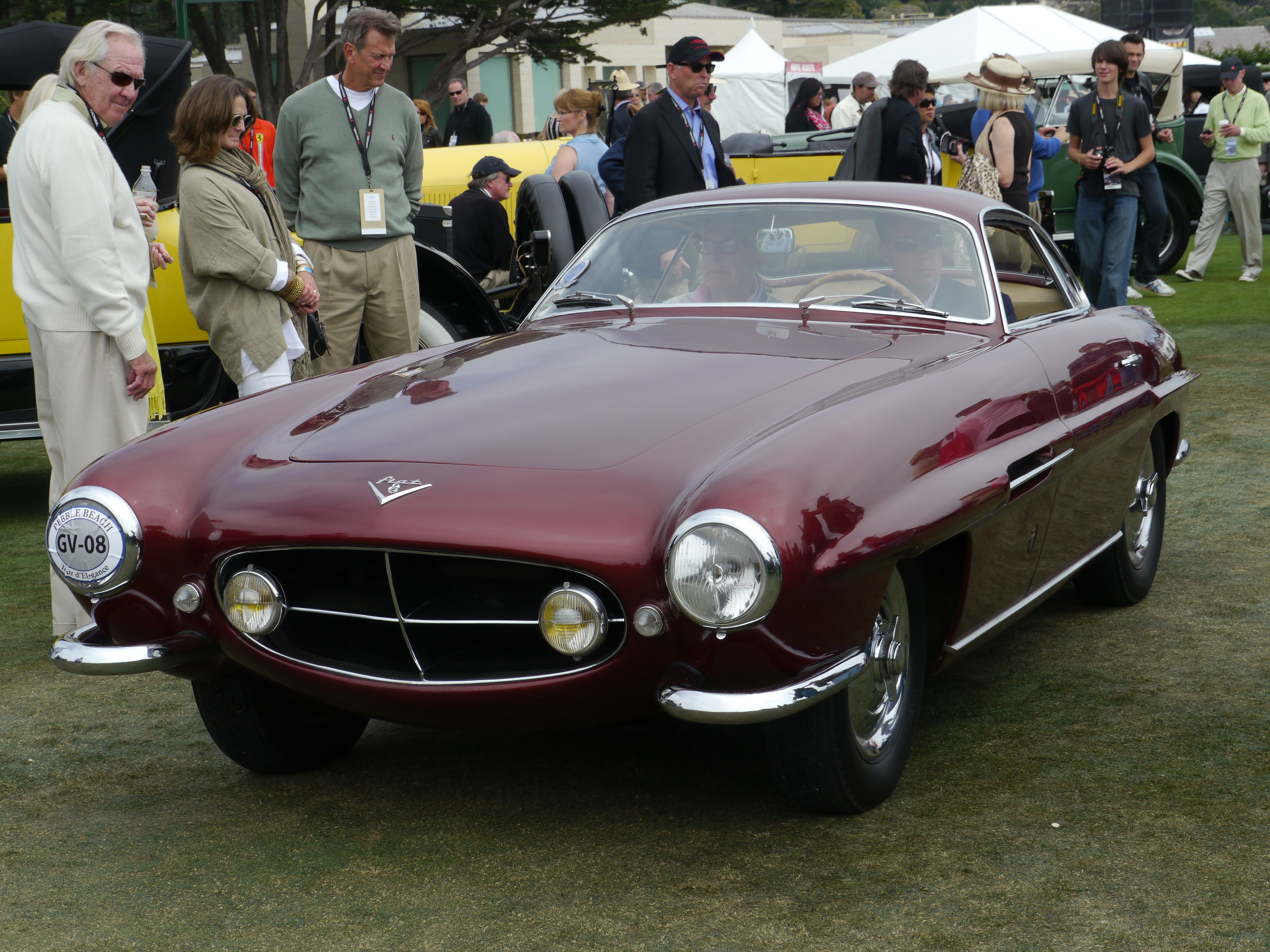
Supersonic Ghia
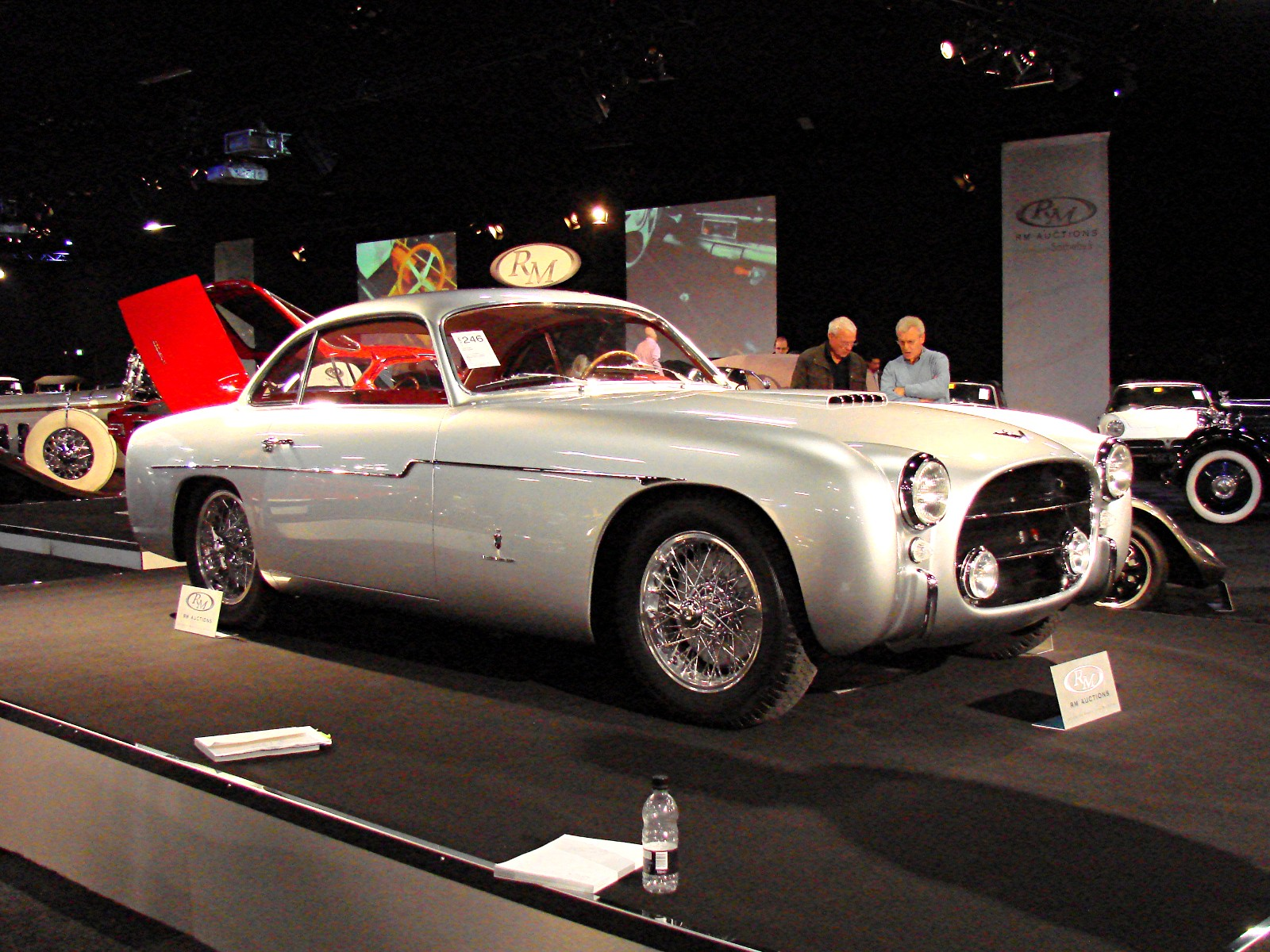
Coupé Ghia
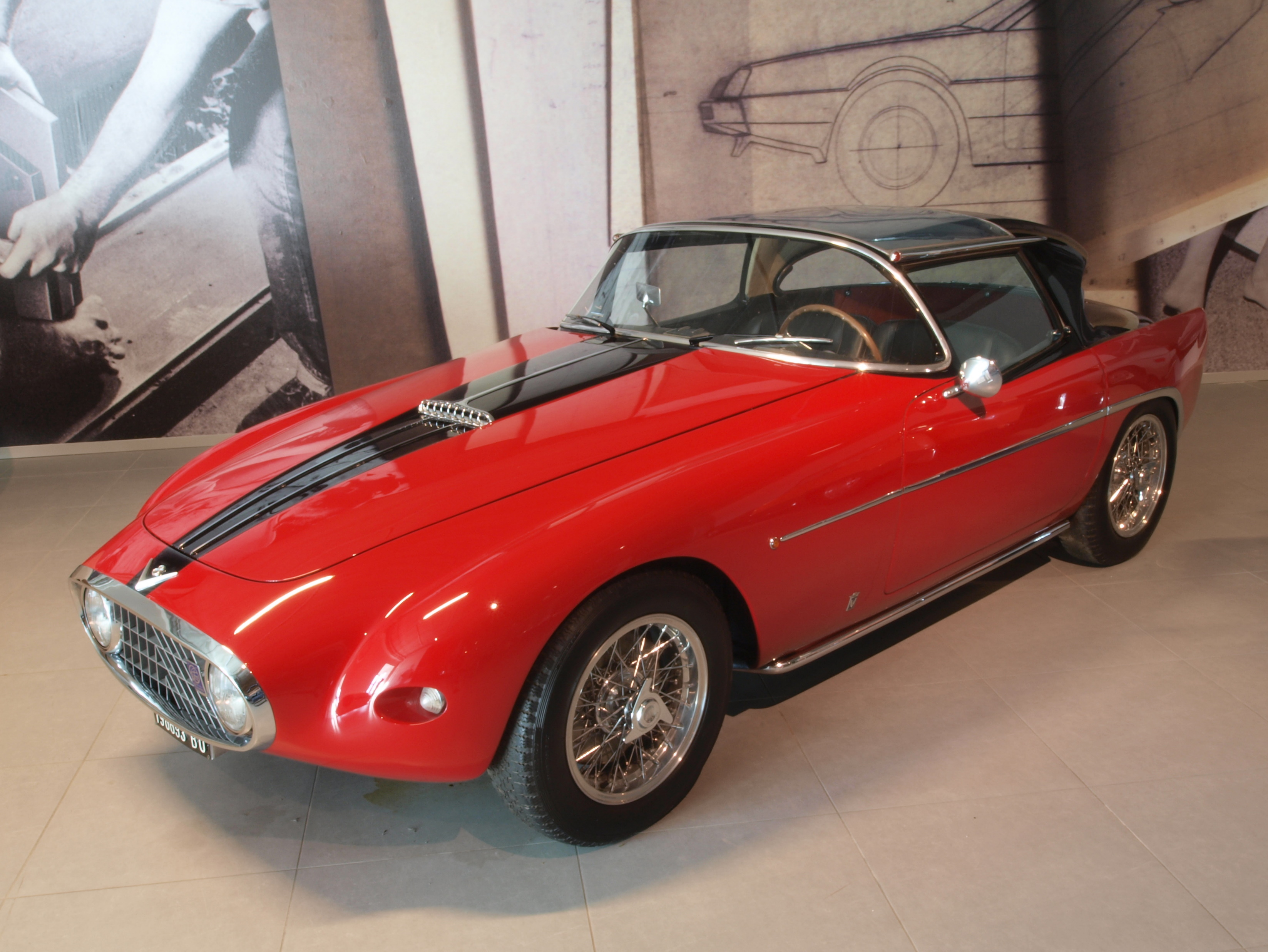
Demon Rouge Vignale
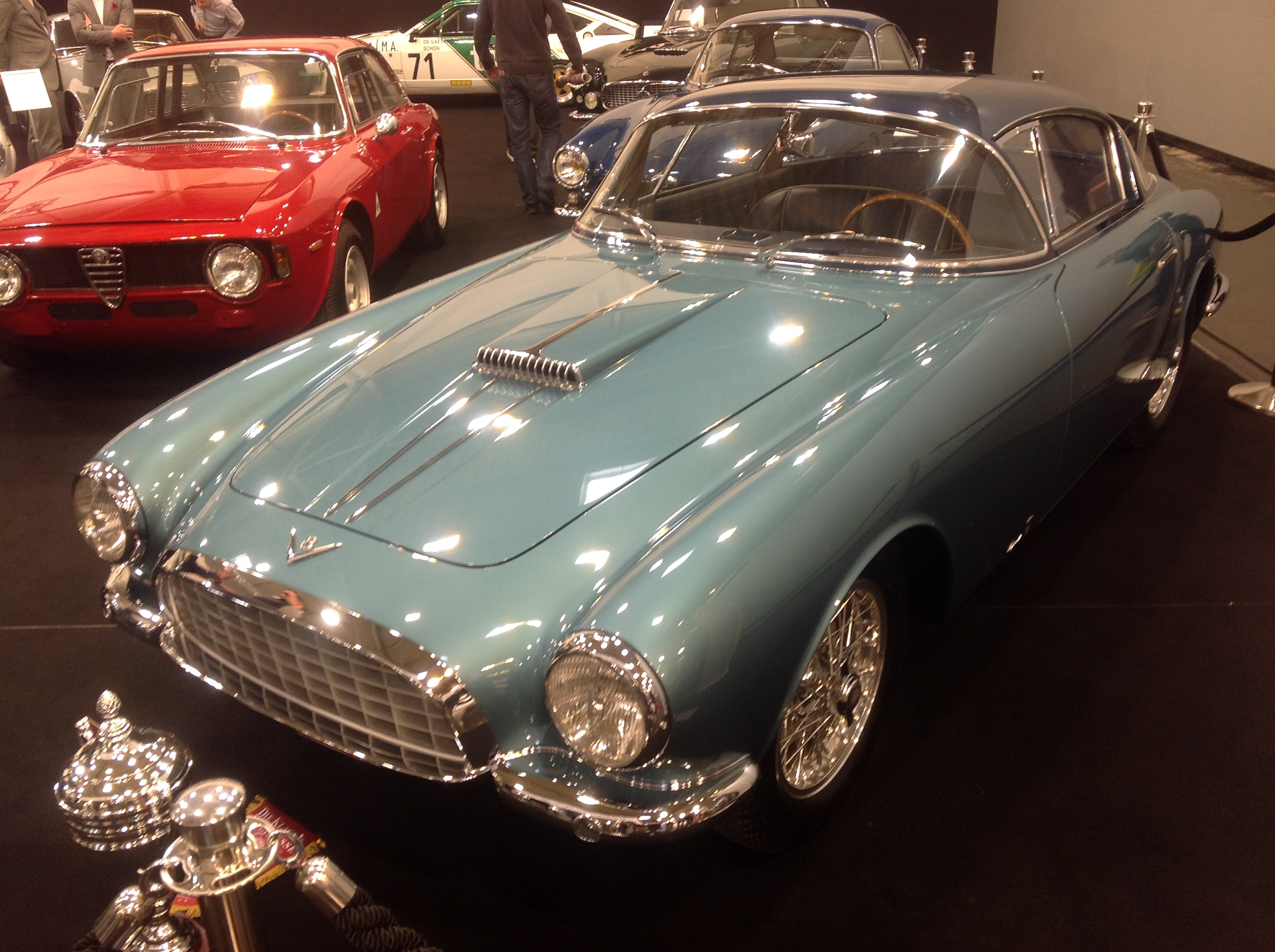
Coupé Vignale
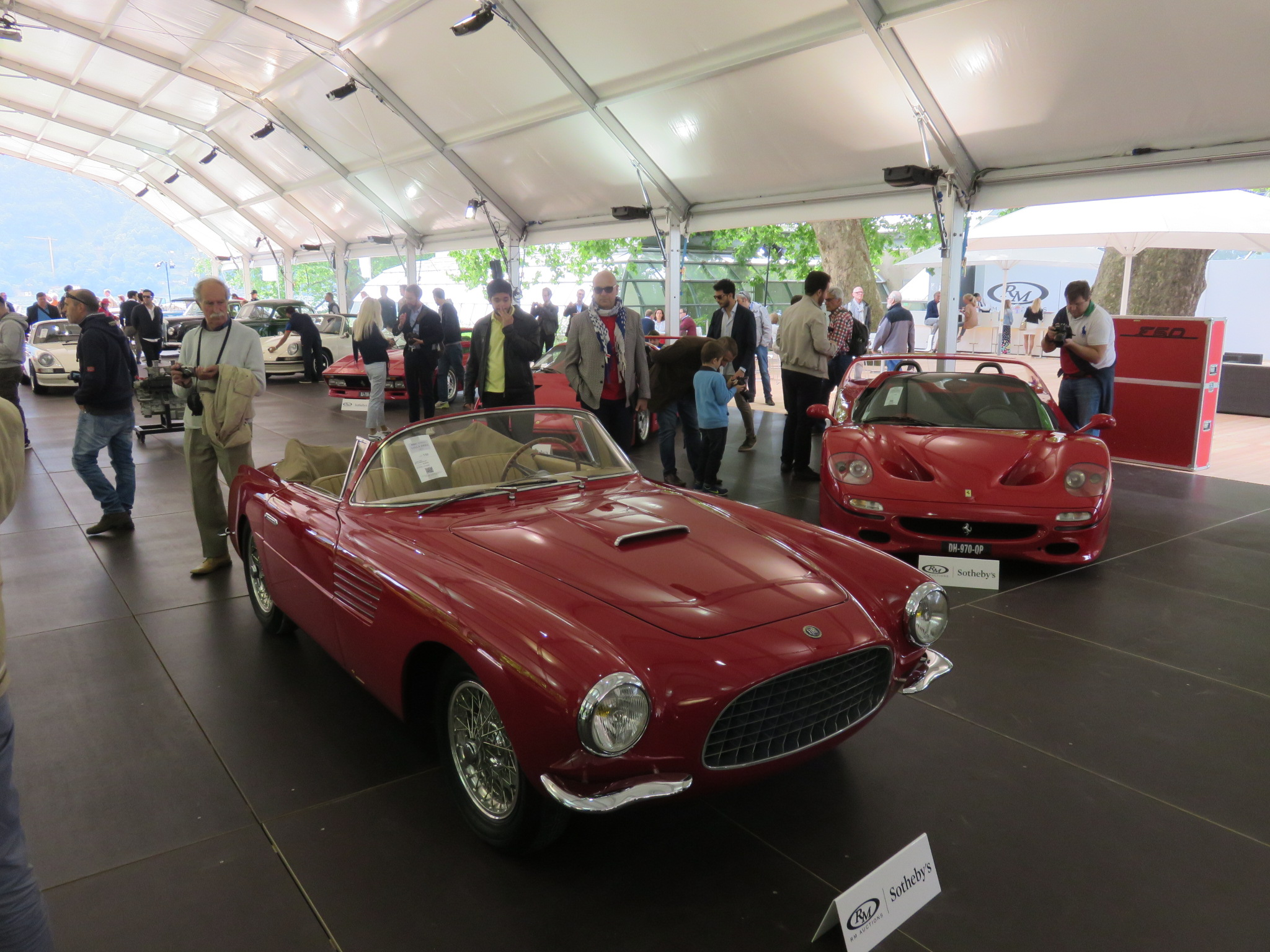
Spider Vignale
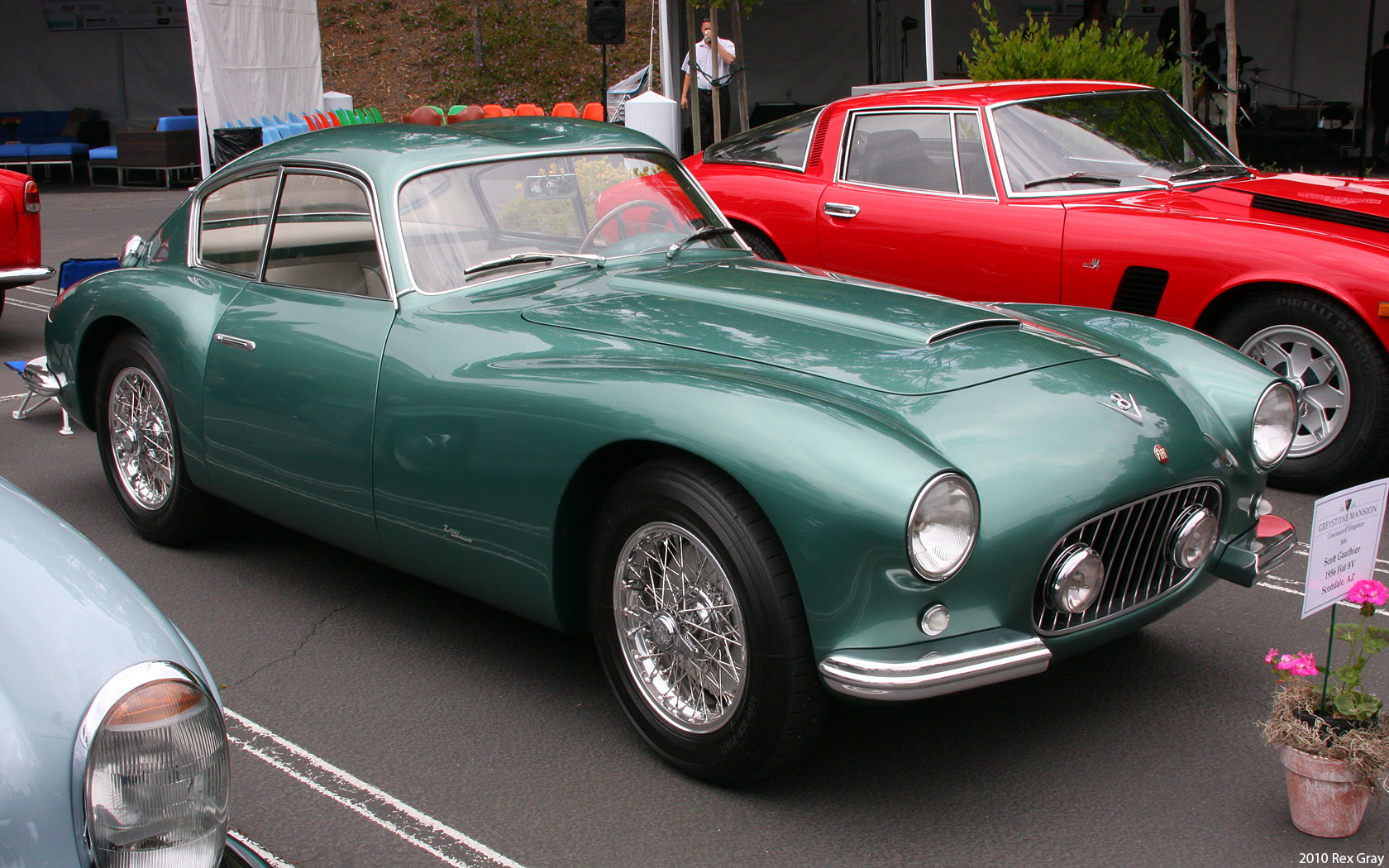
Elaborata Zagato

Fra le caratteristiche meccaniche rilevanti le sospensioni a quattro ruote indipendenti, una prerogativa per l’epoca e per la prima volta montate su una Fiat, mentre sono più convenzionali il cambio a quattro marce, con prima non sincronizzata, e i freni a tamburo. 
La cilindrata del motore di 1.996 centimetri cubi, di dimensione ridotta considerando il frazionamento davvero insolito per una italiana, consente, con la presenza di due carburatori doppio corpo Weber, una potenza di 105 cavalli che con le evoluzioni successive arriverà a 115 e a 127 cavalli. 
Qualità dinamiche complessive, queste, (la velocità massima raggiunge i 190 chilometri orari) che mettono in concorrenza diretta la 8V con rivali blasonate come l’Alfa Romeo 1900 Sprint e la Lancia Aurelia B20 che in quel momento monopolizzano la ristretta clientela privilegiata della categoria in grado di spendere cifre intorno ai tre milioni di lire.